# Devade indistincta
Espèce
Synonymes
- Amaurobius indistinctus O. Pickard-Cambridge, 1872
- Diotima hirsutissima Simon, 1880
- Altella libyca Denis, 1947
- Strinatinella spinosa Denis, 1957

Devade indistincta est une espèce d'araignées aranéomorphes de la famille des Argyronetidae.

## Répartition
Cette espèce se rencontre dans le bassin méditerranéen.

## Systématique et taxinomie
Cette espèce a été décrite sous le protonyme Amaurobius indistinctus par O. Pickard-Cambridge en 1872. Elle est placée dans le genre Devade par Lehtinen en 1967.
Diotima hirsutissima, Altella libyca et Strinatinella spinosa ont été placées en synonymie par Lehtinen en 1967.

## Publication originale
- O. Pickard-Cambridge, 1872 : « General list of the spiders of Palestine and Syria, with descriptions of numerous new species, and characters of two new genera. » Proceedings of the Zoological Society of London, vol. 1872, p. 212-354 (texte intégral).